# Valse muurschotelkorst
De valse muurschotelkorst (Squamarina cartilaginea) is een korstmos in de familie Stereocaulaceae. Hij groeit op steen.

## Verspreiding
In Nederland komt hij zeer zeldzaam voor. Hij staat op de Rode Lijst in de categorie 'bedreigd'.